# Pferdetheater (Theaterprojekt)
Das Pferdetheater ist ein Theaterprojekt, bei dem das Pferd und seine Bewegung im Zusammenspiel mit multimedialen Darstellungsformen in Szene gesetzt werden.

## Beschreibung
Das Theaterprojekt Pferdetheater geht auf eine Initiative des belgischen Dressurtrainers und Theatermannes Leon Vermeulen zurück und wurde 2003 auf der Insel Usedom gegründet. Seit 2016 gibt es eine feste Spielstätte in Zirkow auf der Insel Rügen. In der alten Feldsteinhalle finden regelmäßig Aufführungen statt, die das Pferd und seine Bewegung in besonderer Weise inszenieren. Eine weitere Spielstätte, in der das Pferdetheater gastiert, gibt es in Berlin-Tegel.
Die Inszenierungen präsentieren keine konventionellen Theaterstücke mit abgeschlossener Handlung, sondern im Zentrum der Aufführungen stehen das Pferd und seine Bewegung, die im Zusammenspiel mit multimedialen Darstellungsformen wie Film, Musik und Tanz in Szene gesetzt werden.
Mediale Resonanz fand das Pferdetheater nicht nur in der regionalen Presse, sondern auch im Berliner Tagesspiegel und im Fernsehsender NDR, der im Juli 2018 in der Sendereihe Nordtour über das Projekt berichtete.

## Aufführungen
- Riding by Numbers (2010 Usedom)
- Wenn der Sheriff tanzen will (2013 Berlin)
- Nocturne II: Losing your Vitamin C (2016 Berlin)
- Tout le monde danse, tout le monde pense (2017/2018 Zirkow und Berlin)
- Into the forest I go to lose my mind and find my soul (2019 Zirkow)
- CINEMA (2020 Zirkow)